# Henri Pitot

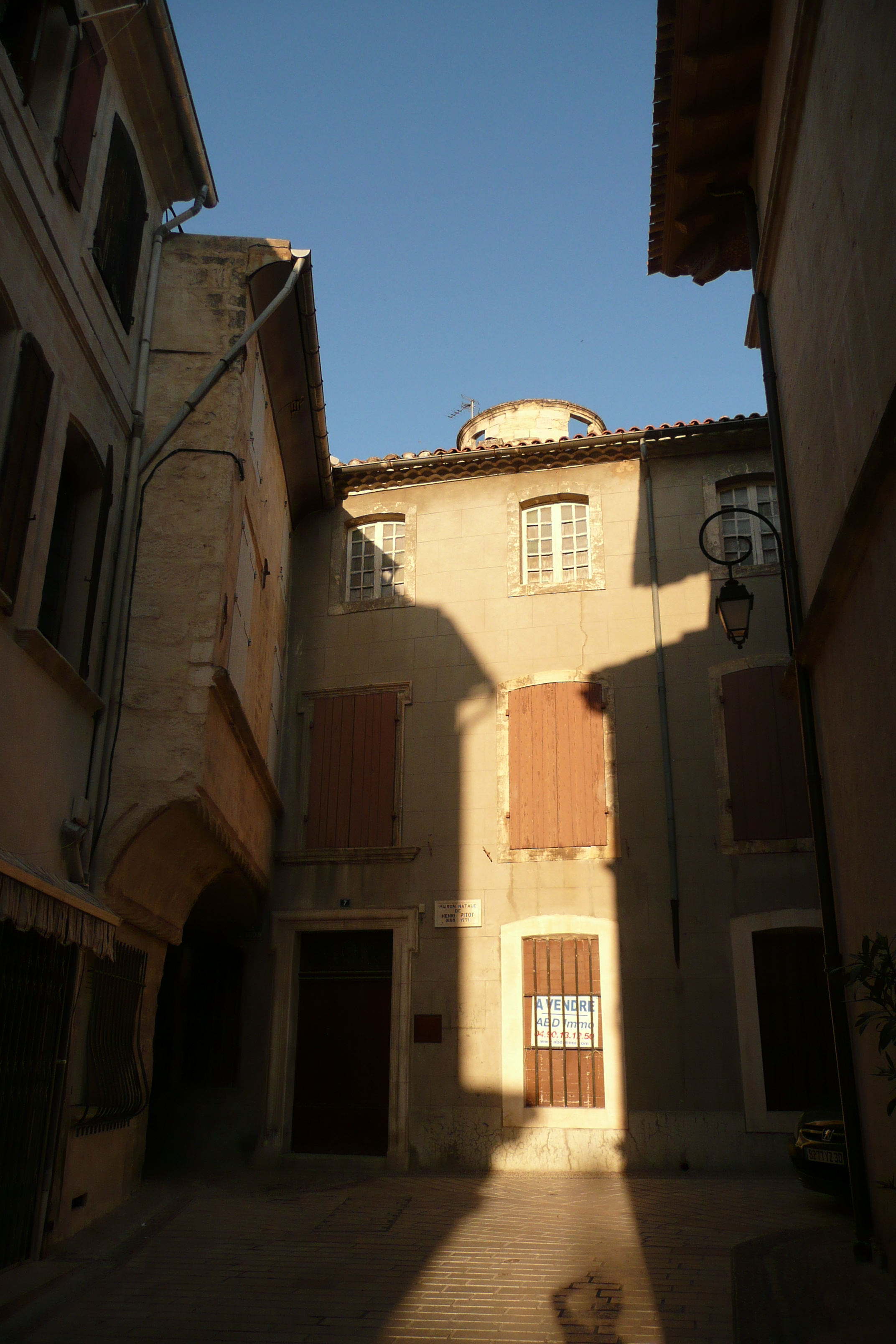
Casa on va nàixer Henri Pitot a Aramon

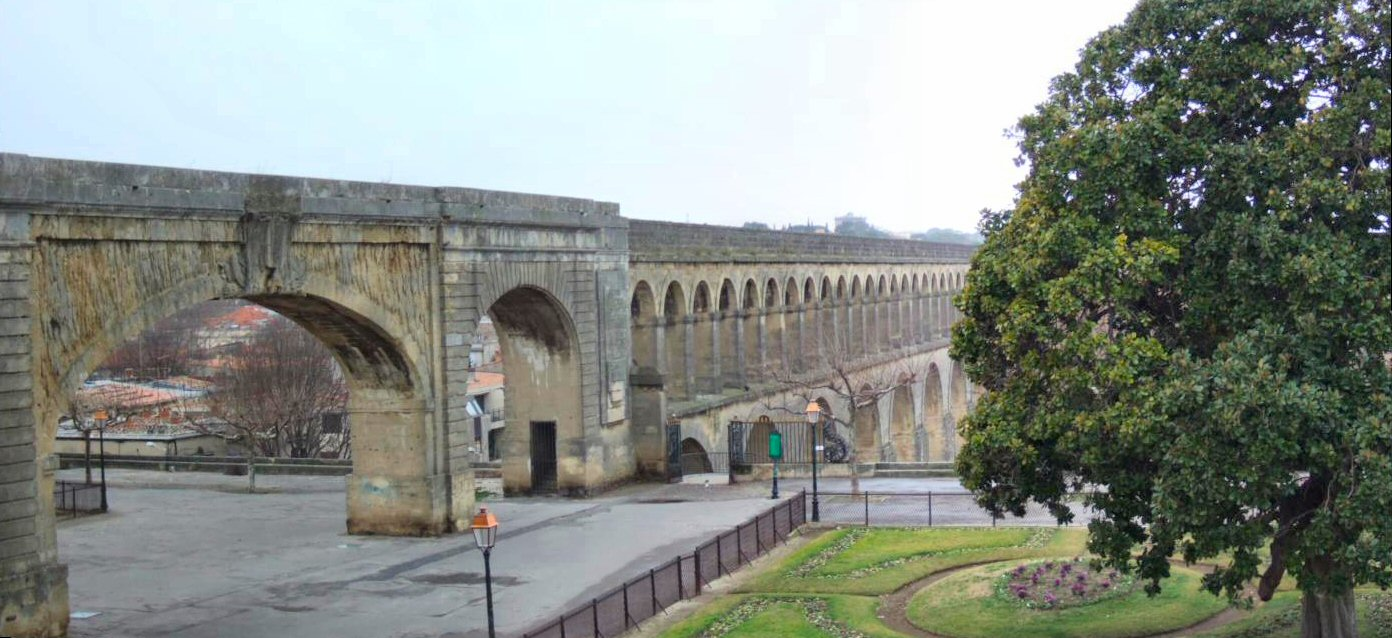
Aqueducte de Montpellier (treball de Pitot).

Henri Pitot (Aramon, Llenguadoc, 3 de maig de 1695, ibídem, 27 de desembre de 1771) fou un enginyer, arquitecte, matemàtic i físic francès.
Poc interessat pels estudis del grec i del llatí, la seva escolaritat va fracassar. Desesperat pels fracassos escolars, el seu pare el va inscriure a l'exèrcit. Aquarterat a la guarnició Grenoble, va descobrir un llibre de geometria, fascinat va començar estudiar matemàtiques pel seu compte. Lliberat del servei militar, va tornar a casa i estudiar les obres de tots els grans matemàtics d'aleshores. A can ses pares va instal·lar un petit observatori astronòmic. Va partir cap a París, on el gran físic René Antoine Ferchault de Réaumur va acollir-lo i obrir-li la seva biblioteca.
El 1723 va ser nomenat assistent de Réaumur, i el 1724 va entrar a l'Acadèmia de Ciències. Va ser nomenat enginyer en cap dels estats del Llenguadoc. En aquesta funció hi va construir l'aqüeducte de Saint-Climent, dessecar pantans, construir ponts i planificar sanejaments urbans. Va inventar el tub que porta el seu nom (el Tub de Pitot) el 1732, que permet calcular la velocitat d'un cabal hidràulic, anunciant-com a instrument de mesura de la velocitat d'un flux, una cosa que va demostrar en mesurar la velocitat del Sena.